# Мінка
36°24′00″ пн. ш. 136°53′00″ сх. д. / 36.4° пн. ш. 136.88333333333° сх. д.
Мінка (яп. 民家, minka, буквально: «Будинок людей») — традиційний японський будинок, зустрічається в наші дні, головним чином, в сільській місцевості.

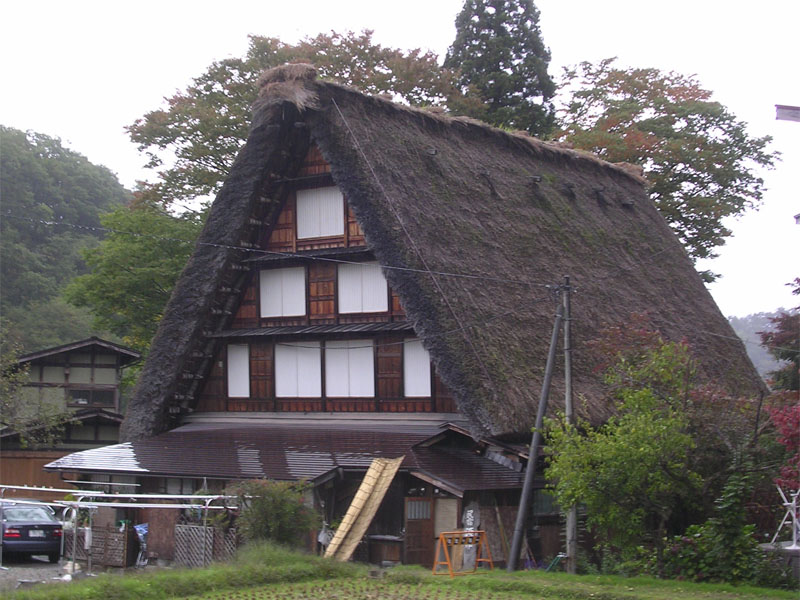
Гассьо-дзукурі — різновид будинку мінка у селі Сіракава, префектура Гіфу

У контексті розподілу японського суспільства на класи мінка були житлами японських селян, ремісників і торговців, тобто несамурайської частини населення. Але з тих пір класовий поділ суспільства зник, тому словом «мінка» можуть називатися будь-які традиційні японські будинки відповідного віку.
Мінка мають широкий діапазон стилів і розмірів виконання, що в значній мірі пов'язано з географічними і кліматичними умовами, а також зі способом життя мешканців будинку. Але в принципі мінка можна розділити на два типи: сільські будинки (нока) і міські будинки (матія). У випадку з сільськими будинками також можна виділити підклас рибальських будинків, які називаються гьока.
В цілому мінка, що збереглися, розглядаються як історичні пам'ятники, багато з них є об'єктами охорони для місцевих муніципалітетів або національного уряду. Особливо слід відзначити так звані «гассьо-дзукурі», які збереглися в двох селах в центральній Японії — Сіракава (префектура Гіфу) і Гокаяма (префектура Тояма). У сукупності ці споруди були занесені до списку Всесвітньої спадщини ЮНЕСКО. Особливістю цих будинків є їхні дахи, які сходяться під кутом в 60 градусів, як руки, складені в молитві. Власне, це відображено в їхній назві — «гассьо-дзукурі» можна перекласти як «складені руки».

## Характеристика
Центральним положенням при будівництві мінка було використання дешевих і доступних будівельних матеріалів. Селяни не могли дозволити собі імпортувати щось дуже дороге або використовувати те, що складно знайти в їхньому рідному селі. Так що нока майже поголовно зроблені виключно з дерева, бамбука, глини і різних видів трав і соломи.
«Скелет» будинку, даху, стіни та опори зроблені з дерева. При виготовленні зовнішніх стін часто використовувалися бамбук і глина, а внутрішні стіни не зводилися і замість них використовувалися ковзаючі перегородки або ширми-фусума.
Трави і солома використовувалися також для виготовлення покрівлі, циновок мусіро і матів татамі. Іноді покрівля на додаток до соломи покривалася черепицею з обпаленої глини. Для створення або зміцнення фундаменту будинку часто використовувався камінь, але при будівництві безпосередньо самого будинку камінь ніколи не використовували.
Як і в інших формах традиційної японської архітектури, дерев'яні опори витримували основну вагу споруди, так що «вікна» можна було робити в будь-якій частині будинку. Опори формували «скелет» будинку, з'єднуючись з поперечними балками хитромудрою структурою без застосування цвяхів, а «отвори» в стінах будинку робили за допомогою седзи і більш важких дерев'яних дверей.

### Дах

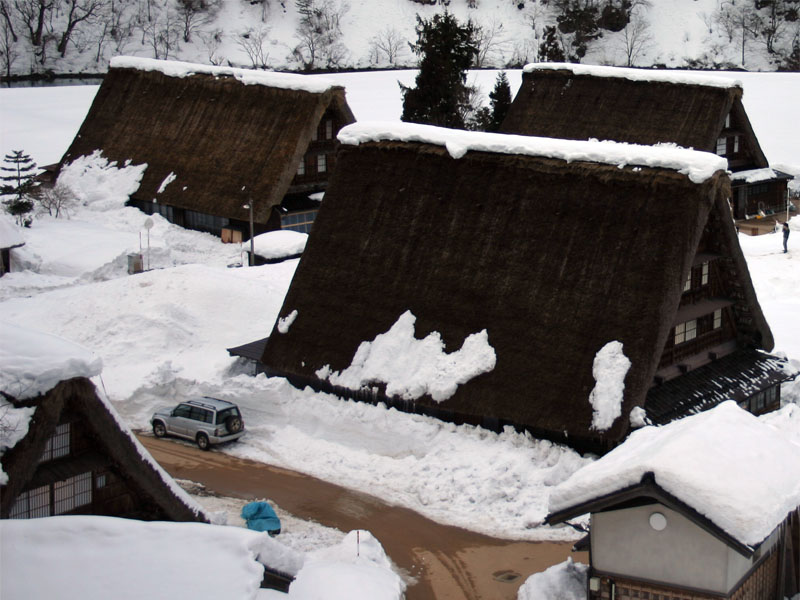
Мінка зимою

Гассьо-дзукурі, можливо, є найвпізнаванішими японськими будинками, а також найвищими. Високі дахи дозволяли обходитися без димоходу і влаштовувати великі складські приміщення, а також — в першу чергу — захищати будинок від попадання вологи. Завдяки конструкції даху сніг або дощ відразу скочувалися вниз, не затримуючись, завдяки чому дах бух практично «непромокаючим», а солома, що покриває її, майже не гнила.
Існують три основні стилі дахів, які мають ряд схожих рис з дахами будинків інших стилів японської архітектури. Більшість матія мають двосхилі гострі дахи «кірідзума», криті покрівельною дранкою або плиткою. На відміну від цього, більшість "нока" покривалися або соломою (йосемуне) і мали дах зі скатами на чотири сторони, або їхній дах робився з численними фронтонами і покривався дранкою і соломою (ірімоя).
На конику даху і в місцях з'єднання різних секцій встановлювалися спеціальні ковпаки. Плитка або дранка, якими покривалися дахи, часто служили єдиною художньою прикрасою будинків, плюс ковзани дахів прикрашалися орнаментом.

### Інтер'єр

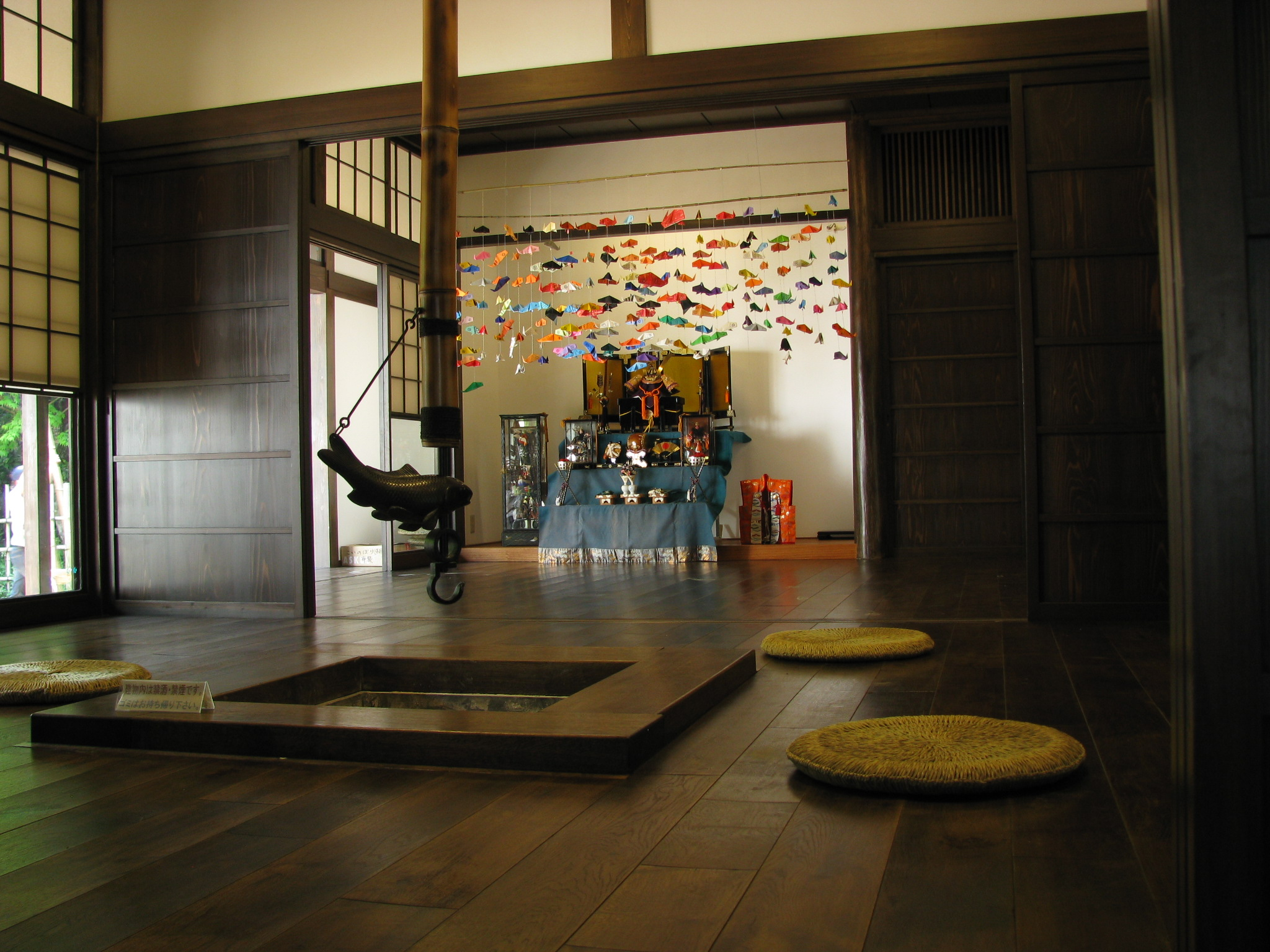
Інтер'єр у мінка

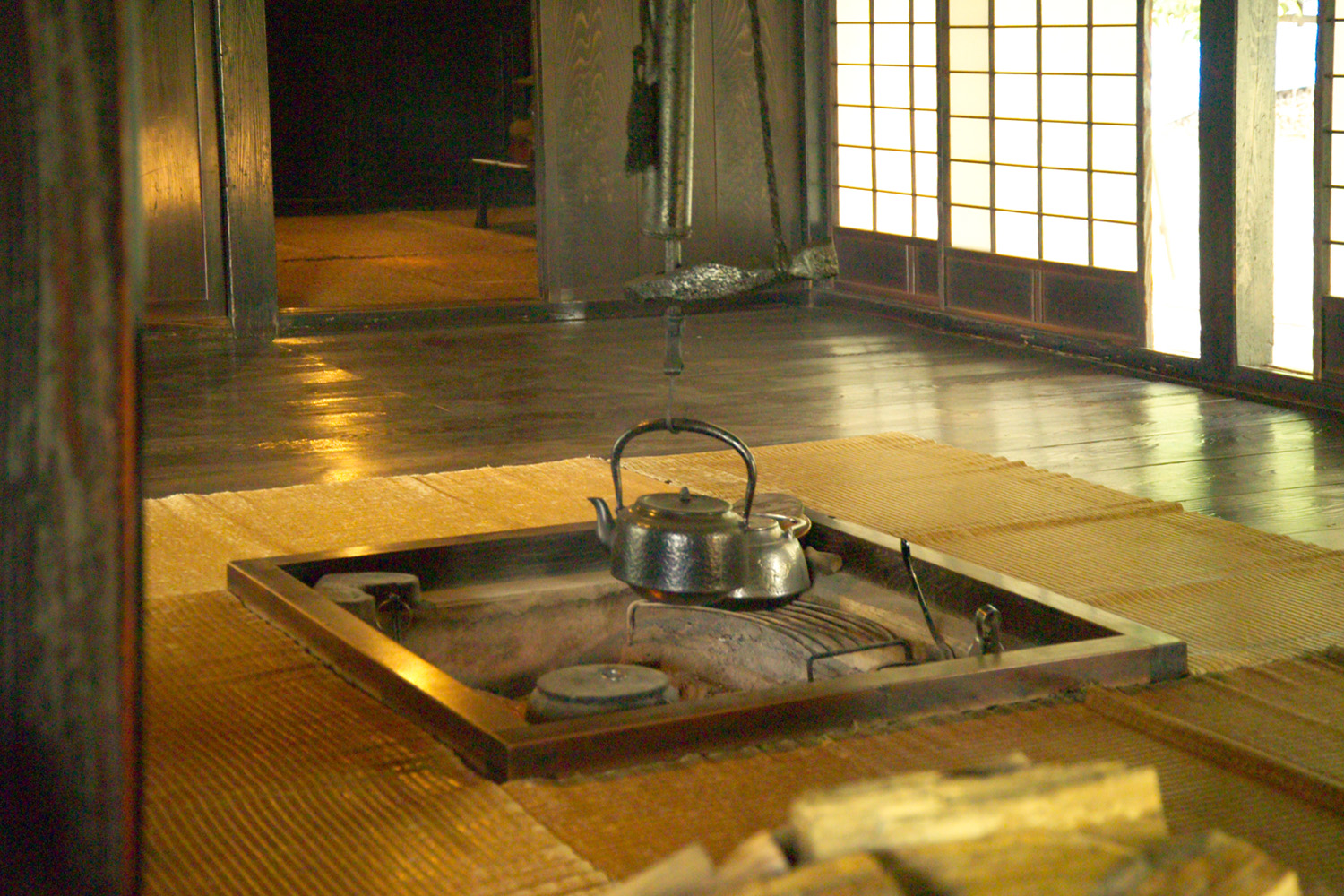
Вогнище ірорі

Внутрішнє оздоблення мінка зазвичай поділялося на дві секції. У першій з них залишали долівку, ця територія називалася «дома», а в другій підлогу піднімали на 50 см вище рівня будинки і покривали татамі або мусіро. Дома використовувалася для приготування їжі та інших сільськогосподарських потреб. У ній, як правило, встановлювалася глиняна піч камадо, дерев'яний умивальник, бочки для їжі і глечики для води.
Великі дерев'яні двері одо служили головним входом в будівлю. У піднесеній підлозі часто споруджували вбудоване вогнище ірорі, але при цьому не споруджували ніякого димоходу, який з'єднував би вогнище із зовнішнім середовищем. Тільки іноді в даху робили невелике вентиляційне віконце. Дим йшов вгору, під дах, так що жителі не дихали ним і сажею, але тим не менше дим псувала солому, яку доводилося часто міняти.
Японський будинок — це навіс, причому навіс над порожнім простором. Це перш за все дах, що спирається на каркас з дерев'яних крокв і опор. Тут немає ні вікон, ні дверей в нашому розумінні, бо в кожній кімнаті три стіни з чотирьох можна в будь-який момент розсунути, можна і зовсім зняти. Коли такі розсувні стулки, що легко виймаються з пазів, служать зовнішніми стінами, тобто виконують роль вікон, вони обклеюються білим рисовим папером, схожим на цигарковий, і називається седзі.

### Побут
У літню пору, коли в Японії дуже жарко і волого, стіни розсуваються, щоб будинок провітрювався. Взимку ж, коли стає холодніше, стіни зсуваються так, щоб створити невеликі внутрішні кімнати, які легко обігрівати жаровнями.
Підлога покривається татамі — квадратними солом'яними матами. Площа одного татамі — близько 1,5 кв. м. Площа кімнати вимірюється кількістю татамі, що містяться в ній. Періодично татамі чистять і замінюють. Щоб не бруднити підлогу, в традиційних японських будинках не носять взуття — тільки білі шкарпетки — табі. Взуття ж залишають при вході в будинок на спеціальній приступі, що називається генкан (вона робиться нижче рівня підлоги).
Сплять у мінках на матрацах (футон), які вранці прибирають в шафу (осі-іре). Також в комплект спальної білизни входить подушка (раніше замість неї часто використовувалося невелике поліно) і ковдра.
Їдять в таких будинках, сидячи на футонах. Маленький столик з їжею ставиться перед кожним з їдців.
В одній з кімнат будинку обов'язково повинен бути альков — токонома. У цьому поглибленні поміщаються предмети мистецтва, які є в будинку (графіка, каліграфія, ікебана), а також приналежності культу — статуї богів, фотографії померлих предків тощо.